# 瓦杜帕希鄉

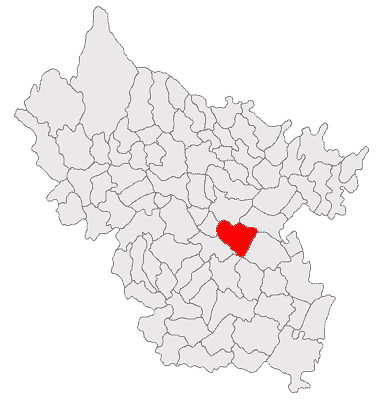
瓦杜帞希鄉的地理位置

45°10′N 26°54′E / 45.167°N 26.900°E
瓦杜帕希鄉（羅馬尼亞語：Comuna Vadu Pașii, Buzău），是羅馬尼亞的鄉份，位於該國東南部，由布澤烏縣負責管轄，面積83平方公里，海拔高度105米，2007年人口9,472，人口密度每平方公里114人。